# Сен-Сир-дю-Доре
Сен-Сир-дю-Доре́ (фр. Saint-Cyr-du-Doret) — коммуна во Франции, находится в регионе Пуату — Шаранта. Департамент коммуны — Шаранта Приморская. Входит в состав кантона Курсон. Округ коммуны — Ла-Рошель.
Код INSEE коммуны — 17322.

## Население
Население коммуны на 2010 год составляло 595 человек.
| 1962 | 1968 | 1975 | 1982 | 1990 | 1999 | 2010 |
| ---- | ---- | ---- | ---- | ---- | ---- | ---- |
| 392  | 377  | 345  | 283  | 340  | 365  | 595  |